# بنك الكويت المركزي
بنك الكويت المركزي هو الجهة المسؤولة عن إصدار الدينار الكويتي و تنظيم البنوك والمعاملات المصرفية في الكويت. تأسس بنك الكويت المركزي في 30 يونيو 1968، وباشر مهامه في الأول من الأول من أبريل 1969، ليقوم بمهام مجلس النقد الكويتي والذي بدوره تأسس في عام 1960، وذلك لمواكبة تطور السياسات النقدية وتحقيق التنمية الاقتصادية.
ويتولى إدارة بنك الكويت المركزي مجلس إدارة مؤلف من محافظ بنك الكويت المركزي - رئيساً، ونائب محافظ بنك الكويت المركزي، اللذين يتم تعيين كل منهما بمرسوم لفترة خمس سنوات قابلة للتجديد. كما يضم مجلس إدارة البنك ممثلاً عن وزارة المالية، وممثلاً عن وزارة التجارة والصناعة، بالإضافة إلى أربعة أعضاء آخرين، يتم تعيينهم بمرسوم لفترة ثلاث سنوات قابلة للتجديد، من ذوي الخبرة في الشؤون الاقتصادية والمالية والمصرفية.
مُحافظ بنك الكويت المركزي الحالي هو باسل أحمد الهارون.

## المهام
باشر بنك الكويت المركزي مهامه في الأول من إبريل 1969 سعياً لتحقيق أغراضه الرئيسية التي نصت عليها المادة 15 من القانون رقم 32 لسنة 1968 التي تشمل:
- ممارسة امتياز إصدار العملة الوطنية لحساب الدولة.
- العمل على تأمين ثبات النقد الكويتي، وعلى حرية تحويله إلى العملات الأجنبية الأخرى.
- العمل على توجيه سياسة الائتمان بما يساعد على التقدم الاقتصادي والاجتماعي وزيادة الدخل القومي
- مراقبة الجهاز المصرفي في دولة الكويت.
- القيام بوظيفة بنك الحكومة.
- تقديم المشورة المالية للحكومة.

## محافظي البنك
قائمة لمُحافظي البنك المركزي مُنذ تأسيسه حتى الآن:
- حمزة عباس حسين (12 سبتمبر 1973 - 11 سبتمبر 1983)
- عبد الوهاب علي التمّار (1 نوفمبر 1983 - 30 سبتمبر 1986)
- سالم عبد العزيز الصباح (1 أكتوبر 1986 - 11 فبراير 2012)
- د. محمد يوسف الهاشل (1 أبريل 2012 - 31 مارس 2022)[5]
- باسل احمد الهارون (1 أبريل 2022 - حتى الآن)

```
https://www.cbk.gov.kw/ar/about-cbk/governor/profile
```

## نواب محافظي البنك
قائمة لنواب مُحافظي البنك المركزي مُنذ تأسيسه حتى الآن:
- حمزة عباس حسين (15 سبتمبر 1968 - 11 سبتمبر 1973)
- خالد عبد الله العتيقي (10 أغسطس 1977 - 22 أكتوبر 1979)
- سالم عبد العزيز الصباح (9 فبراير 1986 - 30 سبتمبر 1986)
- علي موسى الموسى (3 أغسطس 1992 - 22 مارس 1998)
- الدكتور نبيل أحمد المناعي (29 يوليو 1998 - 28 يوليو 2008)
- د. محمد يوسف الهاشل (28 يناير 2009 - 31 مارس 2012)
- يوسف جاسم العبيد (3 مايو 2012 - 2 مايو 2022)

## وصلات خارجية
- موقع بنك الكويت المركزي